# دانگنون
دانگنون (به انگلیسی: Dungannon) یک منطقهٔ مسکونی در بریتانیا است که در شهرستان تایرون واقع شده‌است. دانگنون ۱۵٬۸۸۹ نفر جمعیت دارد.